# 진관희
진관희(중국어: 陳冠希, 병음: Chén Guānxī 천관시[*], 영어: Edison Chen 에디슨 첸[*], 1980년 10월 7일~)는 홍콩에서 활동하는 캐나다 배우이자 가수이다. 길거리 패션 상표인 CLOT의 설립자이기도 하다.
진관희는 캐나다 밴쿠버에서 태어났다. 홍콩, 뉴욕, 호주 등지에서 살았으며, 토론토에서 고등학교를 졸업하고 홍콩으로 이주했다. 1999년 광고에 출연해 주목을 받았으며, 2000년에 배우로 데뷔했다. 영어, 광동어, 북경어, 일본어를 구사할 수 있으며, 2005년 일본 영화 《같은 달을 보고 있다》(同じ月を見ている)에 출연하기도 했다.

## 누드사진 스캔들
2008년 1월 말 장바이즈(장백지), 중신퉁(종흔동) 등 그의 전 애인들로 알려진 여러 톱스타들의 누드 및 섹스 사진이 온라인에 유출되어 파문을 일으켰는데, 당시 사진이 유출된 여배우들은 자살 기도 및 이혼, 파혼 등으로 고통을 겪었다. 진관희는 이 일로 피해 여배우들로부터 고소당해 재판정에 서기도 했고, 결혼 예정이었던 배우 양융칭(양영청)은 청혼을 거절해서 파혼당했다.

## 같이 보기
- 장바이즈(장백지)
- 중신퉁(종흔동)

## 출연 작품
- 절종철금강
- 이니셜D
- 무간도
- 무간도 II: 혼돈의 시대 - 청년 유건명 역
- 무간도3
- 트윈 이펙트
- 살인 연극